# Nymphomyia alba
Nymphomyia alba är en tvåvingeart som beskrevs av Tokunaga 1932. Nymphomyia alba ingår i släktet Nymphomyia och familjen Nymphomyiidae. Inga underarter finns listade i Catalogue of Life.